# Siouxsie & the Banshees
Siouxsie and the Banshees var en engelsk musikgruppe, med storhedstid fra 1976 til 1996. Bandet havde to faste medlemmer, som var sangeren Siouxsie Sioux og bassisten Steven Severin. De resterende medlemmer er løbende blev skiftet ud. 
De har været meget indflydelsesrige, både over deres samtidige og med senere handlinger. Mojo-nominel guitarist John McGeoch i sin liste over "100 største gitarister af all tid" for sit arbejde på "Spellbound". The Times nævnte gruppen som "en af de mest lydige og kompromisløse musikalske eventyrere i postpunk-æraen".
I starten blev der forbundet med punk-scenen, og bandet udviklede sig til at skabe "en form for post-punk-diskord fuld af rytmisk og sonisk eksperimentering". Deres debutalbum The Scream blev udgivet i 1978 til kritisk anerkendelse. I 1980 ændrede de deres musikalske retning og blev "næsten et andet band" med Kaleidoscope, som toppede ved nummer 5 på UK Albums Chart. Med Juju (1981), som også nåede top 10, blev de en indflydelse på den nye gotiske scene. I 1988 lavede bandet et gennembrud i Nordamerika med det multifaceted album Peepshow, som fik kritisk ros. Med betydelig støtte fra alternativ rockstationer, opnåede de et almindeligt hit i USA i 1991 med single "Kiss Them for Me".
I løbet af deres karriere udkom Siouxsie and the Banshees 11 studioalbum og 30 singler. Bandet oplevede flere line-up ændringer, med Siouxsie og Severin er de eneste konstante medlemmer. De opløste i 1996, med Siouxsie og trommeslager Budgie fortsætter med at optage musik som The Creatures, et andet band de havde dannet i begyndelsen af 1980'erne. I 2004 begyndte Siouxsie at bare karriere.

## Diskografi

### Siouxsie and the Banshees - Studiealbums
- The Scream (1978)
- Join Hands (1979)
- Kaleidoscope (1980)
- Juju (1981)
- A Kiss in the Dreamhouse (1982)
- Hyæna (1984)
- Tinderbox (1986)
- Through the Looking Glass (1987)
- Peepshow (1988)
- Superstition (1991)
- The Rapture (1995)

### Siouxsie and the Banshees Livealbum
- Nocturne [London 1983] (1983)
- At the BBC [London 1978-1991] (2009)

### Siouxsie and the Banshees Vigtige opsamlingsalbum
- The Best of Siouxsie and the Banshees (2002)

### The Creatures (Siouxsie & Budgie) - Studiealbums
- Feast (1983)
- Boomerang (1989)
- Anima Animus (1999)
- Hái! (2003)

### The Creatures (Siouxsie & Budgie) - Vigtige opsamlingsalbum
- A Bestiary of the Creatures( 1997)

### Siouxsie - Studiealbums
- Mantaray (2007)

## Hjemmeside
- Siouxsieandthebanshees.co.uk
- Siouxsie.com Arkiveret 7. december 2018 hos  Wayback Machine

- Wikimedia Commons har flere filer relateret til Siouxsie & the Banshees

| Musikgruppe | Spire Denne artikel om en britisk musikgruppe er en spire som bør udbygges. Du er velkommen til at hjælpe Wikipedia ved at udvide den. |